# Cymatura albomaculata
Cymatura albomaculata är en skalbaggsart som beskrevs av Stefan von Breuning 1950. Cymatura albomaculata ingår i släktet Cymatura och familjen långhorningar.
Artens utbredningsområde är:
- Kenya.
- Malawi.
- Zimbabwe.

Inga underarter finns listade i Catalogue of Life.